# روكويل الدولية
روكويل الدولية  (بالإنجليزية: Rockwell International)‏ هي تكتل صناعي، كانت من أكبر الشركات الأمريكية السابقة، في النصف الأخير من القرن 20. تعمل في مجال صناعة الطائرات والفضاء، سواء كان موجها للاغراض الدفاعية أو التجارية. كذلك تعمل في مجال الإلكترونيات ومكونات السيارات والشاحنات والمطابع والصمامات والعدادات والأتمتة الصناعية. وكانت التجسد النهائي لسلسلة من الشركات التي أسسها ويلارد روكويل. كانت في ذروتها في عقد التسعينات من القرن العشرين، وكانت روكويل الدولية تحتل المرتبة 27 على قائمة فورتشن 500، مع أصول تبلغ أكثر من 8 مليارات دولار، ومبيعات تصل إلي 27 مليار دولار.